# Claudio Granzotto
Blahoslavený Claudio Granzotto (23. srpna 1900, Santa Lucia di Piave – 15. srpna 1947, Padova) byl italský řeholník Řádu menších bratří a sochař. Katolická církev ho uctívá jako blahoslaveného.

## Život
Narodil se 23. srpna 1900 v Santa Lucia di Piave jako poslední z devíti dětí Antonia Granzotto a Giovanny Scottò, kteří mu dali jméno Riccardo Granzotto. Pokřtěn byl 2. září se jménem Riccardo Vittorio. Měl staršího bratra Giovanniho, který byl živnostníkem.
Jeho rodiče byli rolníci, což vyžadovalo aby mladý Riccardo pracoval spolu s rodiči na polích. Jeho rodiče byli velmi zbožní a proto i svým dětem vštěpovali křesťanské zásady. Po vypuknutí první světové války byl roku 1915 povolán na vojnu, ve které sloužil až do roku 1918. Po propuštění z vojenské služby, odešel na studia aby rozvíjel svůj umělecký talent v oblasti sochařství. Vstoupil na Accademia di Belle Arti di Venezia v Benátkách. Studium dokončil roku 1929.
Roku 1929 byla vyhlášená soutěž v sochařství v římském Foro Mussolini (dnes Foro Italico) a Riccardo vybral na tuto soutěž svou sochu jménem La volata. Socha zvítězila ale výhra mu byla odepřena asi z důvodu že nebyl příslušníkem Národní fašistické strany.
Když se roku 1932 setkal s františkánem Amadiem Olivierem brzy ucítil povolání do tohoto řádu. Dne 7. prosince 1933 vstoupil k františkánům v San Francesco del Deserto. Jeho noviciát byl započat roku 1935 a přijal jméno Claudio. O rok později složil své sliby a byl poslán do kláštera svatého Františka ve Vittorio Veneto. Poté byl poslán do kláštera Santa Maria della Pieve v Padově. Claudio se rozhodl jen pro službu bratra laika a svůj život věnoval rozjímání o evangeliu, službě chudým a doufal že svým uměním projeví svou víru. Většina jeho prací jsou vyobrazení Ježíše Krista a světců. Často trávil celé noci v tiché meditaci před Nejsvětější svátostí, ke které choval velkou úctu.
Roku 1945 mu byl objeven nádor mozku na jehož následky dne 15. srpna 1947 zemřel. Svou smrt si předpověděl, kdy krátce po objevení nádoru řekl že odejde na svátek Nanebevzetí Panny Marie (15. srpna). Pohřben byl v lurdské svatyni v Chiampo, kterou sám vytvořil.

## Sochařská díla
- Italo Cuzziol (1925) – busta vnuka Itala Cuzziola.
- L'anima e la sua veste (1927) – dívčí hlava, 37 cm. Je to první mramorová práce Granzotta provedená na Akademii. Tvář vyjadřuje duši, která žije uvnitř hmoty.
- La volata (1929) – představuje sportovce házejícího míč. Sádra, 200 cm.
- L'acquasantiera (1928) – socha z červeného mramoru, 243 cm. Ďábel podepírá mušli ve které stojí bronzová Madona.
- Angelo contemplante (1930-31) – představuje umělcovu zkušenost s modlitbou před Nejsvětější svátostí.
- Santa Lucia (1932-33) – socha z kararského mramoru, 170 cm. Představuje mučednici svatou Lucii s dvěma andělíčky.
- Sant'Antonio morente (1939) – socha z kararského mramoru, 170 cm. Představuje zachycení smrti svatého Antonína.
- Cristo morto (1939-41) – socha z kararského mramoru. Zachycuje Krista, který překonává smrt. Je považováno za jeho mistrovské dílo.
- I tre volti di Cristo (1947) – vyobrazují tři tváře Krista, inspirované Turínským plátnem. Představují Vykupitele ve třech postojích: spravedlnost, milosrdenství a láska. První dvě jsou v sádře, poslední je nedokončená.

## Proces blahořečení
Jeho proces blahořečení byl zahájen 16. prosince 1959 v diecézi Vittorio Veneto. Dne 7. září 1989 uznal papež sv. Jan Pavel II. jeho hrdinské ctnosti.
Dne 6. července 1993 uznal papež zázrak uzdravení na jeho přímluvu. Blahořečen byl 20. listopadu 1994.